# Хондж
Хондж (перс. خنج‎) — город на юге Ирана в провинции Фарс. Административный центр шахрестана Хондж. Население — 19 347 человек (2006). Основан примерно в I веке н. э., был одним из центров зороастризма и крупным купеческим городом. Хондж — крупнейший в исторической Персии суннитский город (большая часть персов — шииты). Климат — крайне сухой, Хондж — один из самых засушливых городов Ирана. Летом температура поднимается до 50°, зимой — нередко опускается ниже нуля.